# 坎皮弗莱格雷

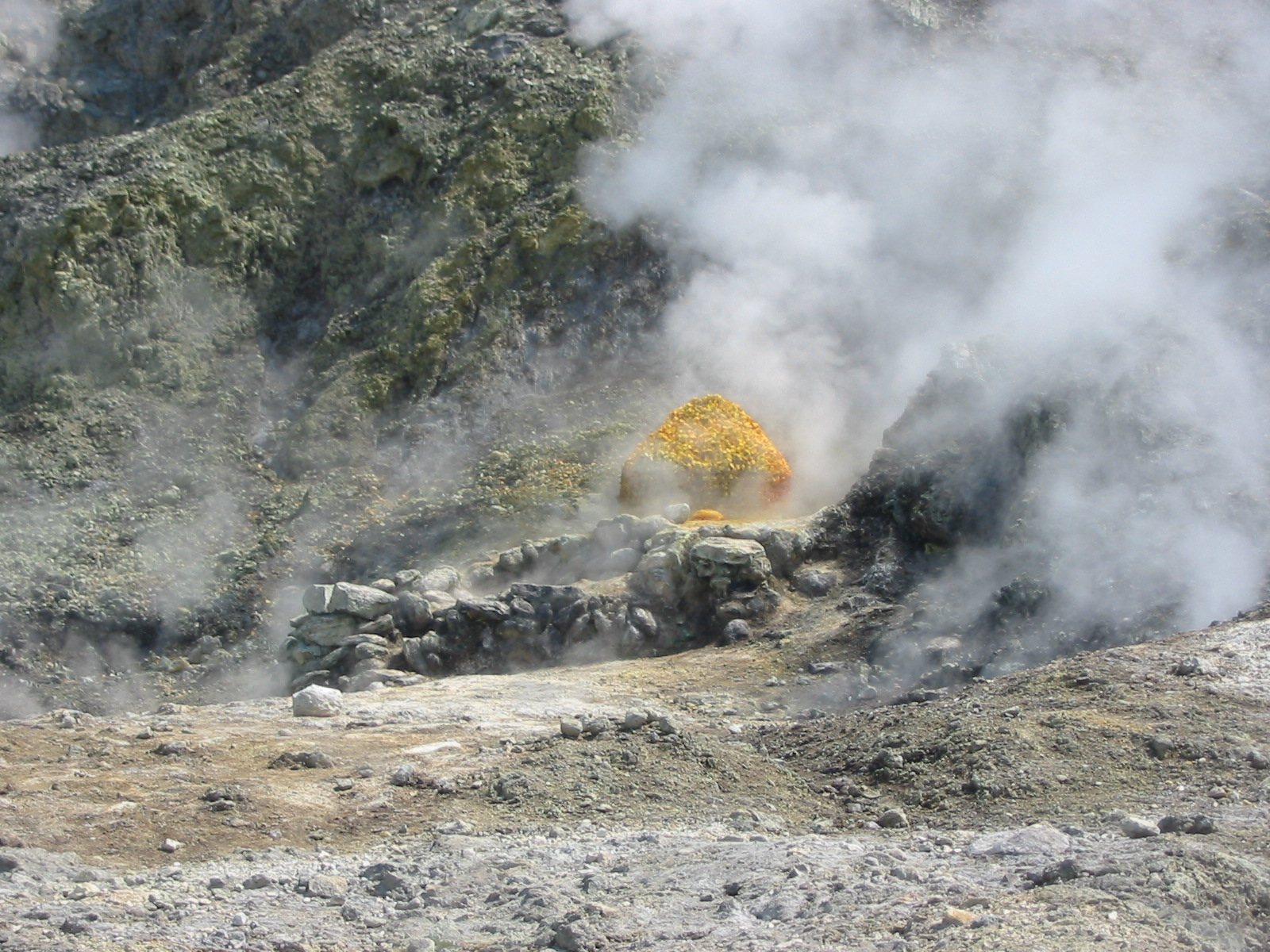
Sulfur at the Solfatara crater

坎皮弗莱格雷（Campi Flegrei），名称源自于希腊语 φλέγος（燃烧的），是一个宽13（8.1英里）的大型火山区，位于意大利那不勒斯以西，今天大部分位于水下，该地区包括24个火山坑和火山体，其中一些表现为Lucrino、Agnano和波佐利的热液活动，以及硫质喷气孔火山坑的气体喷发，罗马神话中火神武尔坎努斯的家。该地区也出现海陆升降现象，主要表现在波佐利的塞拉皮斯神庙。
該火山區曾在39,000年前大爆發，引致當時全球性的氣溫下降，被認為可能是造成尼安德特人滅絕的原因之一。最近一次爆發是1538年。